# Guldöring
Guldöring (Oncorhynchus aguabonita) är en fiskart som först beskrevs av Jordan 1892.  Guldöring ingår i släktet Oncorhynchus och familjen laxfiskar. Inga underarter finns listade i Catalogue of Life.